# Ой, ой, не наливай!!
«Ой, ой, не наливай!!» («Văleu, Văleu nu Turna!!») — радянський телефільм 1991 року, знятий режисером Георге Урскі на студії «Telefilm-Chişinău».

## Сюжет
Кумедна комедія про те, як безалкогольна кампанія часів перебудови докотилася до молдавського села. Демонстративна боротьба із застіллями, гасла «Геть пияцтво!», лицемірство та дурість…

## У ролях
- Василе Тебирце — Олексій
- Маргарита Назаркевич — Варвара
- Георгій Пирля — головна роль
- Тетяна Бическу — головна роль
- Віталіє Русу — головна роль
- Олена Рибчак — роль другого плану
- Андрій Соцкі — роль другого плану
- Міхай Курагеу — Сава, член комісії
- Валеріу Казаку — роль другого плану
- Іон Музика — роль другого плану
- Сергій Болдурату — роль другого плану
- Галина Бондаренко — роль другого плану
- Тіберіу Шеремет — роль другого плану
- Жан Кукурузак — роль другого плану
- Георге Урскі — роль другого плану
- Борис Бекет — роль другого плану
- Іон Аракелу — роль другого плану
- Василіца Мироніке — роль другого плану
- Микола Служаєв — роль другого плану
- Еужен Караман — роль другого плану
- Тетяна Енчіу — роль другого плану
- Думитру Маржіне — роль другого плану
- Іон Урсу — роль другого плану
- Євгенія Ботнару — роль другого плану
- Ніна Танасоглу — роль другого плану
- Еуженія Чепак — роль другого плану
- Сіміон Тебекару — роль другого плану
- Зіновія Кастравець — роль другого плану
- Теодор Лунгу — роль другого плану
- Максим Суручану — роль другого плану
- Іон Добріборш — роль другого плану
- Василе Урсу — роль другого плану
- Іон Унгуряну — текст від автора

## Знімальна група
- Режисер — Георге Урскі
- Сценарист — Георге Урскі
- Оператор — Віктор Устянський
- Композитор — Валентин Динга
- Художник — Валентина Махіленко